# حركة مناهضة للأسلحة النووية في الولايات المتحدة

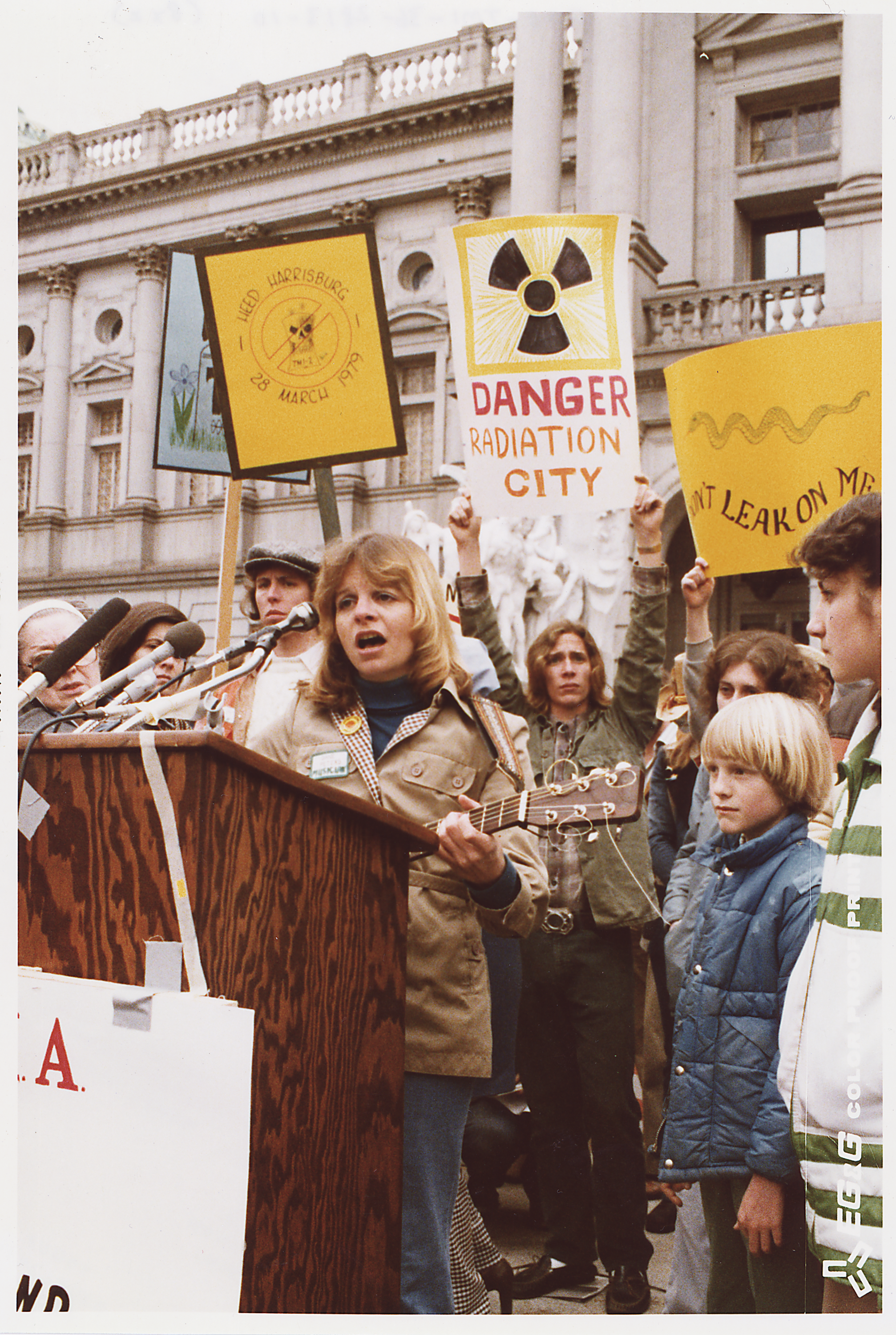
مسيرة مناهضة للأسلحة النووية في هاريسبرج بالولايات المتحدة الأمريكية

الحركة المناهضة للأسلحة النووية في الولايات المتحدة هي حركة تشمل أكثر من 80 مجموعة مناهضة للأسلحة النووية تعارض الطاقة النووية والأسلحة النووية و/أو تعدين اليورانيوم. يشمل ذلك تحالف أبالون وتحالف كلامشيل ولجنة المسؤولية النووية وتجربة صحراء نيفادا ومجموعة المعلومات النووية وخدمة الموارد والأطباء المؤيدين للمسؤولية الاجتماعية وحركة بلوشيرز والإضراب النسائي من اجل السلام والرابطة النسائية الدولية للسلام والحرية. سببت بعض الجوانب الهامشية للحركة المناهضة للطاقة النووية تأخير بناء بعض المحطات النووية الجديدة أو أوقفت التزامات بنائها، وضغطت على اللجنة التنظيمية النووية لفرض وتعزيز لوائح السلامة لمحطات الطاقة النووية. تركز معظم الجماعات في الحركة على الأسلحة النووية.
وصلت الاحتجاجات المناهضة للأسلحة النووية إلى ذروتها في السبعينيات والثمانينيات من القرن العشرين وانبثقت عن الحركة البيئية. تضمنت الحملات التي استحوذت على اهتمام الرأي العام الوطني محطة كالفيرت كليفس للطاقة النووية ومحطة سيبروك للطاقة النووية (التابعة لتحالف كلامشيل) ومحطة ديابلو كانيون للطاقة النووية ومحطة شورهام للطاقة النووية ومحطة ثري مايل آيلاند.
ابتداءً من ثمانينيات القرن العشرين، بدأ العديد من النشطاء المناهضين للطاقة النووية في تحويل اهتمامهم، من خلال الانضمام إلى حملة التجميد النووي المتنامية بسرعة، وتحول القلق الأساسي بشأن المخاطر النووية في الولايات المتحدة من مشاكل محطات الطاقة النووية إلى احتمالات نشوب حرب نووية. في 3 يونيو عام 1981، بدأت الوقفة الاحتجاجية للبيت الأبيض من أجل السلام واستمرت منذ ذلك الحين، وذلك بفضل ويليام توماس ومجموعة صغيرة من النشطاء المناهضين للطاقة النووية الذين أطلقوا مبادرة الناخبين وهي «حملة الاقتراح الأول لمستقبل خالٍ من الأسلحة النووية» في عام 1993 والتي أدت إلى عريضة تم تقديمها إلى مجلس النواب في كل جلسة من قبل إليانور هولمز نورتون. في 12 يونيو عام 1982، تظاهر مليون شخص في سنترال بارك بمدينة نيويورك ضد الأسلحة النووية ولإنهاء سباق التسلح في الحرب الباردة. كانت أكبر احتجاج ضد الأسلحة النووية وأكبر مظاهرة سياسية في التاريخ الأمريكي. أقيمت احتجاجات اليوم العالمي لنزع السلاح النووي في 20 يونيو عام 1983 في 50 موقع في الولايات المتحدة. كانت هناك العديد من الاحتجاجات ضد تجربة صحراء نيفادا ومعسكرات السلام في موقع اختبارات نيفادا خلال الثمانينيات والتسعينيات من القرن العشرين.
ارتبطت الحملات الأخيرة التي قامت بها الجماعات المناهضة للطاقة النووية بالعديد من محطات الطاقة النووية بما في ذلك محطة إنريكو فيرمي لتوليد الطاقة النووية ومركز طاقة بوينت الهندي ومحطة أويستر كريك للطاقة النووية ومحطة بيلغريم لتوليد الطاقة النووية ومحطة سالم للطاقة النووية ومحطة فيرمونت يانكي للطاقة النووية. تشكلت أيضًا حملات تتعلق بمجمع الأمن القومي Y-12 ومختبر أيداهو الوطني واقتراح مستودع جبل يوكا للنفايات النووية وموقع هانفورد وموقع اختبارات نيفادا ومختبر لورانس ليفرمور الوطني ونقل النفايات النووية من مختبر لوس ألاموس الوطني.
أعرب بعض العلماء والمهندسين عن مخاوف تتعلق بالسلامة بشأن محطات طاقة نووية معينة، بما في ذلك: باري كومونر وإس. ديفيد فريمان وجون غوفمان وأرنولد غوندرسن ومارك زد. جاكوبسون وأموري لوفينز وأرجون ماكيجاني وغريغوري ماينور وإم. في. رامانا وجوزيف روم وبنجامين ك. سوفاكول. من بين العلماء الذين عارضوا الأسلحة النووية باول إم. دوتي وهرمان جوزيف مولر ولينوس باولنغ ويوجين رابينوفيتش وإم. في. رامانا وفرانك ن. فون هيبل.

## ظهور الحركة

### ظهور الحركة المناهضة للأسلحة النووية
في الأول من نوفمبر عام 1961، في ذروة الحرب الباردة، سارت نحو 50 ألف امرأة اجتمعن في حركة الإضراب النسائي من أجل السلام في 60 مدينة في الولايات المتحدة للتظاهر ضد الأسلحة النووية. كان أكبر احتجاج وطني من أجل السلام للمرأة في القرن العشرين.
ركز النقاش النووي في البداية على سياسة الأسلحة النووية، وبدأ ضمن المجتمع العلمي. ظهر القلق العلمي بشأن الآثار الصحية الضائرة الناجمة عن اختبار الأسلحة النووية في الغلاف الجوي لأول مرة في عام 1954. شاركت جمعيات مهنية مثل اتحاد علماء الذرة ومؤتمر باجواش للعلوم والشؤون الدولية. تشكلت اللجنة الوطنية لسياسة نووية سليمة في نوفمبر عام 1957، وأظهرت الدراسات الاستقصائية تزايد القلق العام بشأن سباق التسلح النووي -خاصةً اختبارات الأسلحة النووية في الغلاف الجوي التي أرسلت تهاطلات إشعاعية في جميع أنحاء العالم. في عام 1962، فاز لينوس باولنغ بجائزة نوبل للسلام عن عمله لوقف الاختبارات الجوية للأسلحة النووية، وانتشرت حركة «حظر القنبلة» في جميع أنحاء الولايات المتحدة.
بين عامي 1945 و1992، أسست الولايات المتحدة برنامج اختبار ضخم للأسلحة النووية. أجريت نحو 1,054 تجربة نووية وهجومين نوويين، كانت أكثر من 900 منها في موقع اختبار نيفادا، وعشرة في مواقع مختلفة في الولايات المتحدة (ألاسكا، كولورادو، مسيسيبي، ونيومكسيكو). حتى نوفمبر عام 1962، كانت أغلب الاختبارات الأمريكية تُجرى على الأرض؛ وبعد الموافقة على معاهدة الحظر الجزئي للتجارب النووية، نُقلت جميع التجارب إلى تحت الأرض، بهدف منع انتشار التهاطل النووي.
عرّض برنامج الولايات المتحدة للاختبارات النووية في الغلاف الجوي بعض الناس لمخاطر التهاطلات. منذ صدور قانون التعويض عن التعرض للإشعاع لعام 1990، تمت الموافقة على أكثر من 1.38 مليار دولار كتعويض. ذهبت الأموال إلى الأشخاص الذين شاركوا في الاختبارات، لا سيما في موقع اختبار نيفادا، وغيرهم ممن تعرضوا للإشعاع.

### ظهور الحركة المناهضة للطاقة النووية
أدت التكاليف الباهظة بشكل غير متوقع لبرنامج الأسلحة النووية، بالإضافة إلى المنافسة مع الاتحاد السوفيتي والرغبة في نشر الديمقراطية في جميع أنحاء العالم، إلى خلق ضغوط على المسؤولين الفيدراليين لتطوير صناعة طاقة نووية مدنية للمساعدة في تبرير الإنفاق الحكومي الكبير.
شجع قانون الطاقة الذرية لعام 1954 الشركات الخاصة على بناء مفاعلات نووية وأعقب ذلك مرحلة تعليمية هامة نتيجة حوادث انصهار قلب المفاعل النووي المبكرة والحوادث في المفاعلات التجريبية ومنشآت البحث. أدى هذا إلى إدخال قانون برايس أندرسون في عام 1957، والذي كان «اعترافًا ضمنيًا بأن الطاقة النووية تسبب مخاطر لم يكن المنتجون مستعدين لتحملها دون دعم فيدرالي». يهدف قانون برايس أندرسون إلى «حماية المرافق النووية والبائعين والموردين ضد مطالبات المسؤولية في حالة وقوع حادث كارثي من خلال فرض حد أعلى على مسؤولية القطاع الخاص». دون هذه الحماية، كانت الشركات الخاصة غير راغبة في المشاركة. لم تتمتع أي تقنية أخرى في تاريخ الصناعة الأمريكية بمثل هذه الحماية الشاملة المستمرة.
كان أول مفاعل أمريكي يواجه معارضة عامة هو فيرمي 1 في عام 1957. بُني على بعد 30 ميلًا تقريبًا من ديترويت ولقي معارضة من اتحاد عمال السيارات.
خططت شركة باسيفيك للغاز والكهرباء لبناء أول محطة طاقة نووية عملية تجاريًا في الولايات المتحدة في خليج بوديجا، شمال سان فرانسيسكو. كان الاقتراح مثيرًا للجدل وبدأ الصراع مع المواطنين المحليين في عام 1958. كان موقع المصنع المقترح قريبًا من فالق سان أندرياس ومنشآت صناعات الألبان وصيد الأسماك الحساسة بيئيًا في المنطقة. شارك نادي سييرا بنشاط في الجدل. انتهى الصراع في عام 1964 بالتخلي القسري عن خطط محطة توليد الطاقة النووية في خليج بوديجا. يشير المؤرخ توماس ويلوك أن نشوء الحركة المناهضة للأسلحة النووية في الولايات المتحدة يعود إلى الجدل حول خليج بوديجا. جرت محاولات لبناء محطة للطاقة النووية في ماليبو وكانت مماثلة لتلك في خليج بوديجا وتعرضت أيضًا للإلغاء.